# Бедине
Бедине (местното произношение е с палатализирана н, затова името понякога е изписвано Бединье, на македонска литературна норма: Бедиње; на албански: Bedinje) е село в Северна Македония, в община Куманово.

## География
Селото е разположено в котловината Жеглигово на един километър западно от общинския център Куманово и на практика днес е квартал на града.

## История
В края на XIX век Бедине е малко българско село в Кумановска каза на Османската империя. Според статистиката на Васил Кънчов („Македония. Етнография и статистика“) от 1900 година Бединье е село, населявано от 135 жители българи християни.
Според патриаршеския митрополит Фирмилиан в 1902 година в селото има 12 сръбски патриаршистки къщи. Към 1905 година цялото християнско население на селото е под върховенството на Българската екзархия. По данни на секретаря на екзархията Димитър Мишев („La Macédoine et sa Population Chrétienne“) в 1905 година в Бедине има 136 българи екзархисти.
По време на българското управление на Вардарска Македония през Първата световна война Бедино е част от Опайска община в Кумановска околия и има 130 жители.
По време на българското управление във Вардарска Македония в годините на Втората световна война, Антон Спасов Манов от Г. Уйно е български кмет на Бедине от 13 август 1941 година до 1 април 1943 година. След това кметове са Васил Христов Лесов от Крайници (25 май 1943 - 22 март 1944) и Драган В. Спасов от Дебър (19 май 1944 - 9 септември 1944).
В 1994 година жителите на селото са 2080, от които 1426 северномакедонци, 308 албанци, 230 сърби, 95 роми, 13 други и 8 не посочили националност. Според преброяването от 2002 година селото има 2327 жители.
| Националност     | Всичко |
| северномакедонци | 1451   |
| албанци          | 547    |
| турци            | 0      |
| роми             | 156    |
| власи            | 0      |
| сърби            | 164    |
| бошняци          | 0      |
| други            | 9      |